# ورزشگاه نادی‌اردی
ورزشگاه نادْیْ‌اِردِی (مجاری: Nagyerdei Stadion) یک ورزشگاه فوتبال در شهر دبرتسن، مجارستان است. این ورزشگاه که در سال ۲۰۱۴ تأسیس شده دارای ۲۰٬۳۴۰ نفر ظرفیت دارد و ورزشگاه خانگی باشگاه فوتبال دبرتسنی محسوب می‌شود.

## نگارخانه

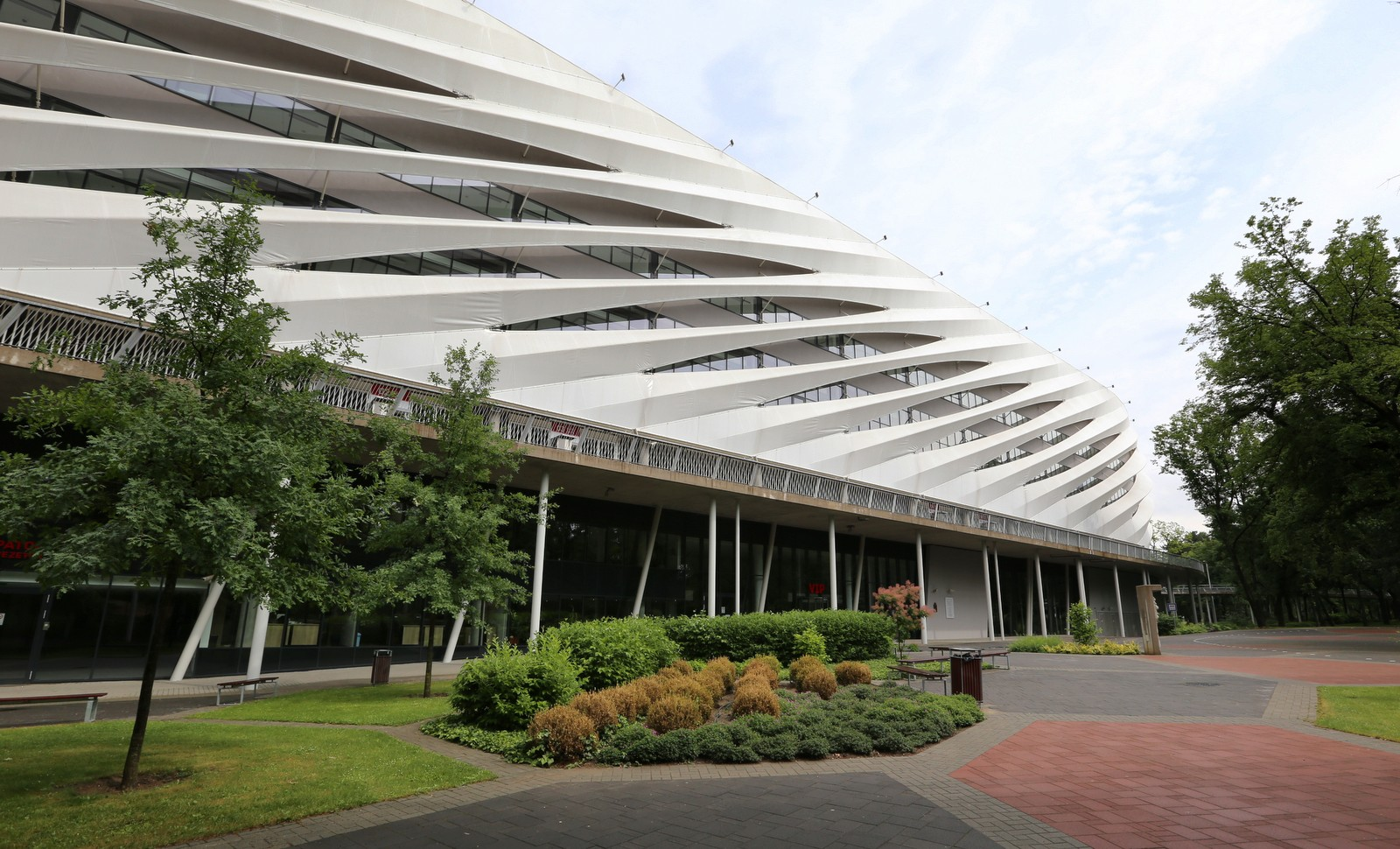
نمای بیرونی ورزشگاه
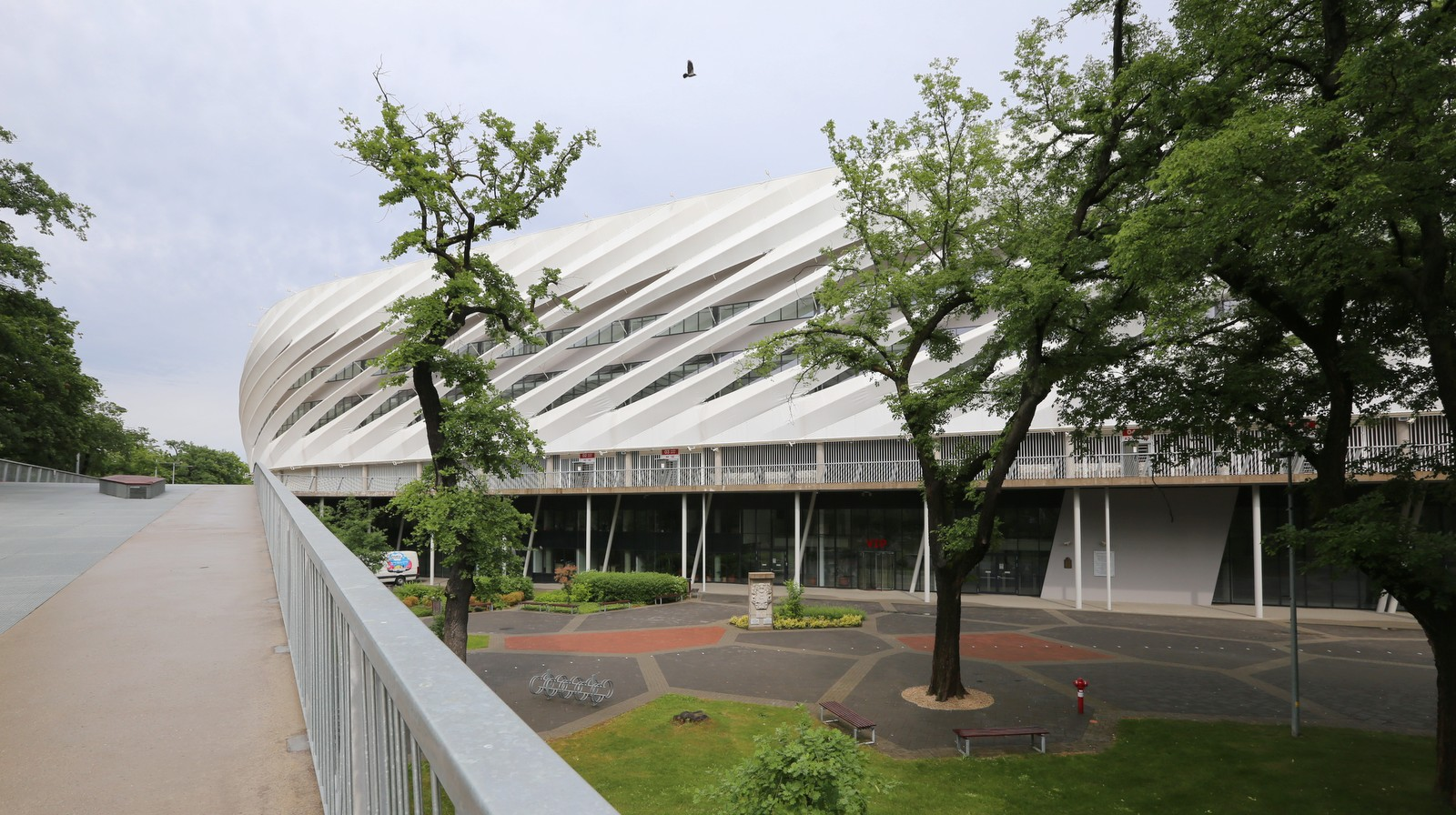
نمای بیرونی